# Henk Vleeming
Henk Vleeming (Renkum, 6 juli 1946) is een voormalige Nederlandse voetballer die als aanvaller voor Vitesse en N.E.C. speelde in de jaren 60 en 70. Hij was een van de eerste spelers met een zaakwaarnemer.

## Carrièrestatistieken
| Seizoen         | Club            | Land            | Competitie       | Competitie | Competitie | Beker | Beker | Internationaal | Internationaal | Overig | Overig | Totaal | Totaal |
| Seizoen         | Club            | Land            | Competitie       | Wed.       | Dlp.       | Wed.  | Dlp.  | Wed.           | Dlp.           | Wed.   | Dlp.   | Wed.   | Dlp.   |
| --------------- | --------------- | --------------- | ---------------- | ---------- | ---------- | ----- | ----- | -------------- | -------------- | ------ | ------ | ------ | ------ |
| 1964/65         | Vitesse         | Nederland       | Tweede divisie A | 21         | 5          | 0     | 0     | –              | –              | –      | –      | 21     | 5      |
| 1965/66         | Vitesse         | Nederland       | Tweede divisie A | 27         | 7          | 3     | 0     | –              | –              | –      | –      | 30     | 7      |
| 1966/67         | Vitesse         | Nederland       | Eerste divisie   | 35         | 4          | 1     | 0     | –              | –              | –      | –      | 36     | 4      |
| 1967/68         | Vitesse         | Nederland       | Eerste divisie   | 36         | 6          | 3     | 0     | –              | –              | –      | –      | 39     | 6      |
| 1968/69         | N.E.C.          | Nederland       | Eredivisie       | 18         | 0          | 0     | 0     | 0              | 0              | 0      | 0      | 18     | 0      |
| 1969/70         | N.E.C.          | Nederland       | Eredivisie       | 9          | 3          | 0     | 0     | 0              | 0              | 0      | 0      | 9      | 3      |
| 1970/71         | Vitesse         | Nederland       | Eerste divisie   | 0          | 0          | 0     | 0     | –              | –              | –      | –      | 0      | 0      |
| 1971/72         | Vitesse         | Nederland       | Eredivisie       | 16         | 2          | 1     | 0     | –              | –              | –      | –      | 17     | 2      |
| 1972/73         | Vitesse         | Nederland       | Eerste divisie   | 34         | 4          | 1     | 0     | –              | –              | –      | –      | 35     | 4      |
| 1973/74         | Vitesse         | Nederland       | Eerste divisie   | 31         | 8          | 2     | 0     | –              | –              | 6      | 1      | 39     | 9      |
| Carrière totaal | Carrière totaal | Carrière totaal | Carrière totaal  | 227        | 39         | 11    | 0     | 0              | 0              | 6      | 1      | 244    | 40     |

## Erelijst
Vitesse
| Nationaal      |    |         |
| Tweede divisie | 1x | 1965/66 |